# Blyth Valley
Blyth Valley was een Engels district in het graafschap Northumberland en telt 81.265 inwoners. De oppervlakte bedraagt 70,4 km².
Van de bevolking is 14,4% ouder dan 65 jaar. De werkloosheid bedraagt 4,4% van de beroepsbevolking (cijfers volkstelling 2001).

## Plaatsen in district Blyth Valley
- Blyth
- Cramlington